# Al-Adil II
Al-Adil II, död 1248, var en egyptisk regent. Han var sultan av Egypten mellan 1238 och 1240.